# Tekovské Lužany
Tekovské Lužany é um município da Eslováquia, situado no distrito de Levice, na região de Nitra. Tem 43,94 km² de área e sua população em 2018 foi estimada em 2.817 habitantes.

## Demografia
| Ano:        | 1994 | 2004   | 2014   | 2024   |
| ----------- | ---- | ------ | ------ | ------ |
| Broj ljudi: | 2868 | 2937   | 2860   | 2825   |
| Razlika:    |      | +2,40% | -2,62% | -1,22% |

| Ano:               | 2023 | 2024   |
| ------------------ | ---- | ------ |
| Número de pessoas: | 2810 | 2825   |
| Diferença:         |      | +0,53% |